# Melanorectes nigrescens
Genre
Espèce
Statut de conservation UICN

 LC  : Préoccupation mineure
Melanorectes nigrescens (anciennement Pitohui nigrescens) est une espèce de passereaux de la famille des Pachycephalidae. C'est une espèce vénéneuse, et c'est la seule espèce du genre Melanorectes.

## Répartition
On le trouve sur l'île de Nouvelle-Guinée.

## Taxinomie
Les travaux phylogénétiques de Jønsson et al. (2008, 2010), Dumbacher et al. (2008) et Norman et al. (2009) montrent que cette espèce n'est pas apparentée aux autres espèces du genre Pitohui, mais qu'elle a une parenté éloignée avec les espèces du genre Pachycephala. Dans sa classification de référence (version 3.4, 2013) le Congrès ornithologique international la déplace dans un genre à part, le genre Melanorectes. Quand elle était placée dans le genre Pitohui, son nom normalisé CINFO était Pitohui noir.

### Sous-espèces
D'après le Congrès ornithologique international, cette espèce est constituée des six sous-espèces suivantes (ordre phylogénique) :
- Melanorectes nigrescens nigrescens   (Schlegel, 1871) ;
- Melanorectes nigrescens wandamensis  Hartert, 1930 ;
- Melanorectes nigrescens meeki  Rothschild & Hartert, 1913 ;
- Melanorectes nigrescens buergersi   Stresemann, 1922 ;
- Melanorectes nigrescens harterti  (Reichenow, 1911) ;
- Melanorectes nigrescens schistaceus  (Reichenow, 1900).